# エルベン・ベンネマルス
エルベン・ベンネマルス(Erben Wennemars、1975年11月1日-)は、オランダの男子スピードスケート選手。

## 経歴
オーファーアイセル州ダルフセン出身。1995年にセイナヨキで行われた世界ジュニア選手権で24位となる。1996/97シーズンにワールドカップへ初出場したが、総合で500m22位、1000m28位に終わった。1998年の世界スプリント選手権で3位に入ったが、長野オリンピックでは競技中に負傷し記録を残せなかった。同年にはスモール複合で世界記録を出し、2000年にワールドカップで初勝利を挙げる。ソルトレイクシティオリンピックの成績は500m10位、1000m5位だった。2002/03シーズンとその翌シーズンがキャリアの最盛期であり、世界選手権で7個のメダルを獲得、ワールドカップでは述べ5種目で総合3位以内に入っている。その後は団体パシュートでも活躍。トリノオリンピックでは初めてのメダルを手にした。2010年に現役を引退。ワールドカップでは優勝28回、総合優勝5回。スモール複合で3回、1500mで1回世界記録を出した。(1500mの記録は当時の世界タイ記録である。)

## 自己記録
| 種目   | 記録       | 日時          | 場所               |
| ------ | ---------- | ------------- | ------------------ |
| 500m   | 34秒68     | 2005年1月23日 | ソルトレイクシティ |
| 1000m  | 1分07秒33  | 2003年1月12日 | ソルトレイクシティ |
| 1500m  | 1分42秒32  | 2007年11月9日 | ソルトレイクシティ |
| 5000m  | 6分28秒42  | 2005年8月13日 | カルガリー         |
| 10000m | 13分35秒67 | 2007年2月11日 | ヘーレンフェーン   |

## 世界記録
現在、以下の種目で世界記録を保持している。
| 種目           | 記録            | 日時          | 場所       |
| -------------- | --------------- | ------------- | ---------- |
| スモール複合** | 146.365ポイント | 2005年8月13日 | カルガリー |

*スモール複合の記録は、500m、1500m、3000m、5000mの記録を500m単位に割って算出される。